# 草津南駅
草津南駅（くさつみなみえき）は、広島県広島市西区草津南三丁目にある広島電鉄宮島線の駅である。駅番号はM23。

## 歴史

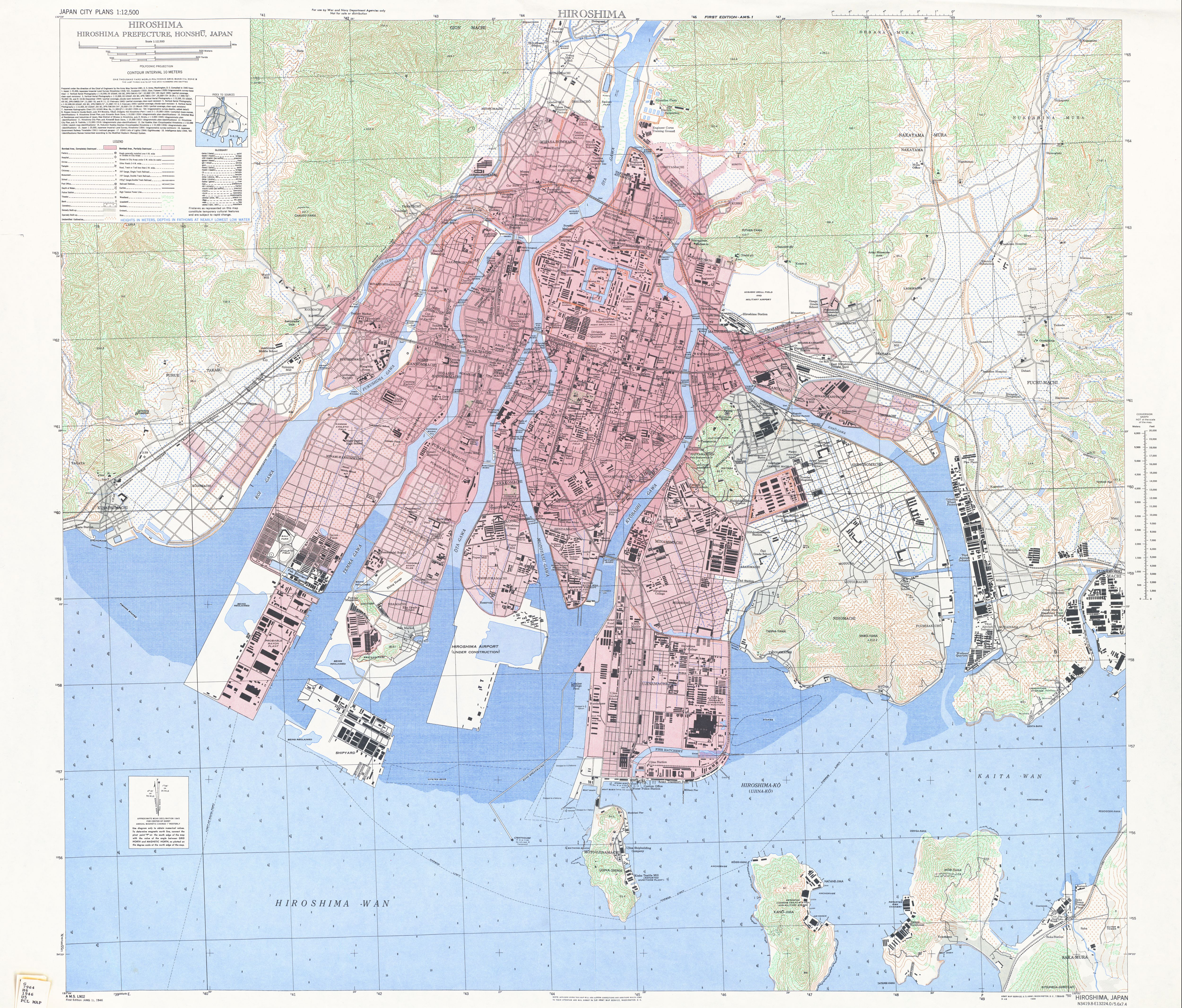
1945年米軍作成の広島市地図。左端に"Arate Station"とあるのが確認できる。

当駅は1924年（大正13年）4月に荒手駅（あらてえき）として開業した。宮島線が草津町駅から廿日市町駅まで延伸開通した際に設けられた4つの中間駅のうちの1つである。駅名はその後1951年（昭和26年）に中央魚市場前駅（ちゅうおううおいちばまええき）、のちに中央市場前駅（ちゅうおういちばまええき）と改称を重ね、1979年（昭和54年）から草津南駅と称するようになった。

### 年表
- 1924年（大正13年）4月6日：宮島線の草津町 - 廿日市町間の開通に合わせて荒手駅として開業[2][5]。
- 1951年（昭和26年）9月1日：中央魚市場前駅に改称[2][6]。
- 時期不詳（1965年以降）：中央市場前駅に改称[3]。
- 1979年（昭和54年）11月1日：草津南駅に改称[2]。

## 駅構造
2面2線の地上駅。線路の南に広電宮島口駅方面へ向かう下りホーム、北に広電西広島（己斐）駅方面へ向かう上りホームが置かれ、両ホームの上を草津沼田道路がまたいでいる。
駅の広電西広島方には踏切がある。

## 利用状況
以下の情報は、広島市統計書に基づいたデータである。1日平均乗車人員データは、年度毎の乗車総数を365（閏年は366）で割った値を小数点2位を丸めて小数点1位の値にした物である。広島電鉄のデータは1,000で丸めて提供されているので、1年毎ではプラスマイナス500の誤差があり、1日当たりでは1.4人程度の誤差が発生する。
| 年度               | 1日平均 乗車人員 | 1年毎 乗車総数 | 1年毎 定期 | 1年毎 定期外 | 出典        |
| ------------------ | ---------------- | -------------- | ---------- | ------------ | ----------- |
| 1998年（平成10年） | 1,211.0          | 442,000        | 94,000     | 348,000      | [ 統計 1 ]  |
| 1999年（平成11年） | 1,183.1          | 433,000        | 98,000     | 335,000      | [ 統計 1 ]  |
| 2000年（平成12年） | 1,150.7          | 420,000        | 93,000     | 327,000      | [ 統計 1 ]  |
| 2001年（平成13年） | 1,112.3          | 406,000        | 82,000     | 324,000      | [ 統計 2 ]  |
| 2002年（平成14年） | 1,068.5          | 390,000        | 72,000     | 318,000      | [ 統計 3 ]  |
| 2003年（平成15年） | 1,084.7          | 397,000        | 68,000     | 329,000      | [ 統計 4 ]  |
| 2004年（平成16年） | 1,024.7          | 374,000        | 74,000     | 300,000      | [ 統計 5 ]  |
| 2005年（平成17年） | 1,079.5          | 394,000        | 80,000     | 314,000      | [ 統計 6 ]  |
| 2006年（平成18年） | 1,090.4          | 398,000        | 78,000     | 320,000      | [ 統計 7 ]  |
| 2007年（平成19年） | 1,084.0          | 397,000        | 77,000     | 319,000      | [ 統計 8 ]  |
| 2008年（平成20年） | 1,075.0          | 392,000        | 80,000     | 312,000      | [ 統計 9 ]  |
| 2009年（平成21年） | 997.3            | 364,000        | 88,000     | 276,000      | [ 統計 10 ] |
| 2010年（平成22年） | 1,027.4          | 375,000        | 84,000     | 291,000      | [ 統計 11 ] |
| 2011年（平成23年） | 1,051.9          | 385,000        | 85,000     | 300,000      | [ 統計 12 ] |
| 2012年（平成24年） | 1,030.1          | 376,000        | 86,000     | 290,000      | [ 統計 13 ] |
| 2013年（平成25年） | 1,068.5          | 390,000        | 91,000     | 299,000      | [ 統計 14 ] |
| 2014年（平成26年） | 1,082.2          | 395,000        | 100,000    | 295,000      | [ 統計 15 ] |
| 2015年（平成27年） | 1,044.1          | 382,000        | 91,000     | 291,000      | [ 統計 16 ] |
| 2016年（平成28年） | 1,052.1          | 384,000        | 90,000     | 294,000      | [ 統計 17 ] |
| 2017年（平成29年） | 1,084.9          | 396,000        | 99,000     | 297,000      | [ 統計 18 ] |
| 2018年（平成30年） | 1,011.0          | 369,000        | 93,000     | 276,000      | [ 統計 19 ] |
| 2019年（令和元年） | 978.1            | 358,000        | 93,000     | 265,000      | [ 統計 20 ] |

## 駅周辺
北側は鈴ヶ峰の山麓に鈴が峰住宅などの住宅地が広がっている。南側は元々すぐそばが海岸線であり草津漁港があったが、1970年代以降広島市西部開発事業により埋め立てられた。住宅地や、多数の企業が集まる商工センターとなっている。
- 広島中央卸売市場
- 西部埋立第八公園
- 泉美術館
- 広島市西部水資源再生センター
- 西部開発多目的広場

## 隣の駅
広島電鉄
■宮島線
草津駅 (M22) - 草津南駅 (M23) - 商工センター入口駅 (M24)

#### 本文
1. ↑  “路線・電停ガイド - 宮島線”.   広島電鉄. 2015年8月11日時点のオリジナルよりアーカイブ。2017年2月7日閲覧。
2. 1 2 3 4  長船友則『広電が走る街 今昔』JTBパブリッシング〈JTBキャンブックス〉、2005年、150-157頁。ISBN 4-533-05986-4。
3. 1 2 3  今尾恵介（監修）『日本鉄道旅行地図帳』 11 中国四国、新潮社、2009年、39頁。ISBN 978-4-10-790029-6。
4. ↑  『広島電鉄開業100年・創立70年史』72頁
5. ↑  「地方鉄道運輸開始」『官報』1924年4月11日（国立国会図書館デジタル化資料）
6. ↑  『広島電鉄開業100年・創立70年史』432頁
7. 1 2  川島令三『山陽・山陰ライン 全線・全駅・全配線』 第7巻 広島エリア、講談社〈【図説】 日本の鉄道〉、2012年、15,87頁。ISBN 978-4-06-295157-9。
8. ↑  川島令三『全国鉄道事情大研究』 中国篇 2、草思社、2009年、118頁。ISBN 978-4-7942-1711-0。

#### 利用状況
1. 1 2 3  『広島市統計書』平成13年版
2. ↑  『広島市統計書』平成14年版
3. ↑  『広島市統計書』平成15年版
4. ↑  『広島市統計書』平成16年版
5. ↑  『広島市統計書』平成17年版
6. ↑  『広島市統計書』平成18年版
7. ↑  『広島市統計書』平成19年版
8. ↑  『広島市統計書』平成20年版
9. ↑  『広島市統計書』平成21年版
10. ↑  『広島市統計書』平成22年版
11. ↑  『広島市統計書』平成23年版
12. ↑  『広島市統計書』平成24年版
13. ↑  『広島市統計書』平成25年版
14. ↑  『広島市統計書』平成26年版
15. ↑  『広島市統計書』平成27年版
16. ↑  『広島市統計書』平成28年版
17. ↑  『広島市統計書』平成29年版
18. ↑  『広島市統計書』平成30年版
19. ↑  『広島市統計書』令和元年版
20. ↑  『広島市統計書』令和2年版